# José Gustavo Guerrero
José Gustavo Guerrero (San Salvador, 26 de junio de 1876 – Niza, 25 de octubre de 1958) fue un abogado, diplomático, político y juez internacional salvadoreño, siendo el único en haber presidido las dos cortes mundiales. Fue el primero en ser condecorado con la Gran Cruz, Placa de Oro de la Orden Nacional José Matías Delgado y es Gran Oficial de la Legión de Honor de Francia.

## Biografía
Nació el 26 de junio de 1876 en San Salvador, El Salvador, y murió el 25 de octubre de 1958 en Cimiez, distrito de Niza, Francia. Inició sus estudios de Ciencias Jurídicas en la Universidad de El Salvador, época en la que creó junto con su amigo y compañero de estudios, Vicente Trigueros, el polémico periódico El Látigo, en el cual criticaban al gobierno. Esto causó que fueran expulsados de la Universidad por instrucción del entonces presidente, el General Rafael Antonio Gutiérrez, y se les ordenó prestar servicio militar obligatorio.

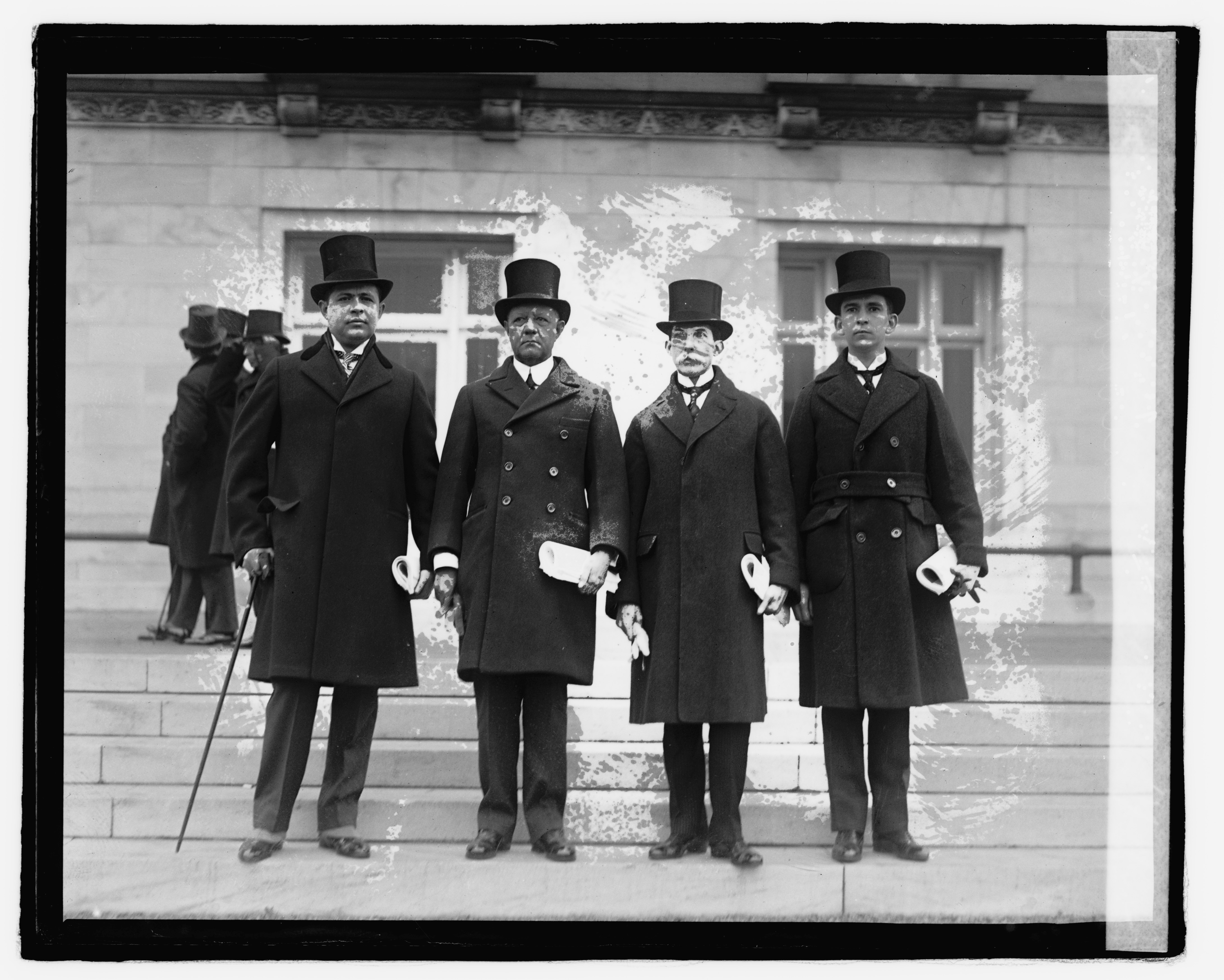
Los delegados salvadoreños Segundo en la fila Gustavo Guerrero.

Se graduó entonces de la Universidad Nacional de Guatemala, como Doctor en Derecho, en 1898. Ese mismo año, regresó a El Salvador y fue nombrado por el nuevo presidente, el General Tomás Regalado, como su Secretario Particular. Al poco tiempo, fue nombrado Cónsul en Burdeos, Francia, y así comenzó su carrera diplomática, que también desempeñó en Italia y España. 
En 1927, el entonces presidente de la República, Pío Romero Bosque, le propuso ser Ministro de Relaciones Exteriores y de Instrucción Pública. Por consiguiente, retornó a El Salvador y fungió dicho cargo de 1927 a 1928, período durante el cual asistió a la Sexta Conferencia Panamericana, en La Habana, Cuba, donde presidió la Comisión de Derecho Internacional Público. Renunció a dicha presidencia para poder participar en los debates, haciendo una férrea defensa del Principio de no intervención, generando la protesta de los Estados Unidos de América y su pronto regreso a Europa. Durante su corto período como Ministro en El Salvador, promulgó la aprobación de la primera ley sobre el servicio exterior de El Salvador, la Ley Orgánica del Servicio Exterior de la República (1927), y otorgó su autonomía a la Universidad de El Salvador.   
En 1929, fue elegido como presidente de la Décima Asamblea de la Sociedad de Naciones o Liga de las Naciones, antecesora de las Naciones Unidas, que fue constituida tras la Primera Guerra Mundial, siendo la persona en quien recayó el honor de colocar la primera piedra del edificio de la actual Oficina de la Organización de las Naciones Unidas en Ginebra (vídeo disponible aquí: https://www.unmultimedia.org/avlibrary/asset/2081/2081436/). Asimismo, fue Vicepresidente de la Corte Permanente de Justicia Internacional en  La Haya, Holanda, de 1931 a 1936, y presidente de la misma Corte de 1937 a 1946, siendo su último presidente en la historia, debido a su disolución luego de la invasión Nazi a Holanda durante la Segunda Guerra Mundial, por lo cual se estableció temporalmente en Ginebra, Suiza. Por su valiente defensa del Palacio de la Paz ante la invasión Nazi y otros actos, fue nominado para recibir el Premio Nobel de la Paz, en 1948 y en 1949.
Posteriormente a la Segunda Guerra Mundial, una vez fundada la nueva Organización de las Naciones Unidas, de la cual José Gustavo Guerrero fue asesor especial, fue electo por la Asamblea General y el Consejo de Seguridad de las Naciones Unidas como juez de la nueva Corte Internacional de Justicia, el máximo tribunal de la ONU, la cual presidió desde su fundación, en 1946, hasta 1949, en La Haya, Holanda. Bajo su presidencia, la Corte Internacional de Justicia examinó el caso entre Inglaterra y Albania sobre el incidente de Corfú (vídeo disponible aquí: https://www.unmultimedia.org/avlibrary/asset/1993/1993223/ ). Luego, fungió como vicepresidente de la Corte, de 1949 a 1955, manteniendo el cargo de juez de la Corte hasta su muerte, en 1958. A los 82 años de edad, luego de una delicada operación, falleció el 25 de octubre de ese año, en su residencia "Villa La Chispa", en Cimiez, Niza. Dos días después de su muerte, la Comisión Política de la Asamblea General de la Organización de las Naciones Unidas guardó un minuto de silencio en su memoria. Sus restos mortales permanecen en el emblemático cementerio du Château (Niza), junto a los restos de su esposa, Adrienne Primi Guerrero.

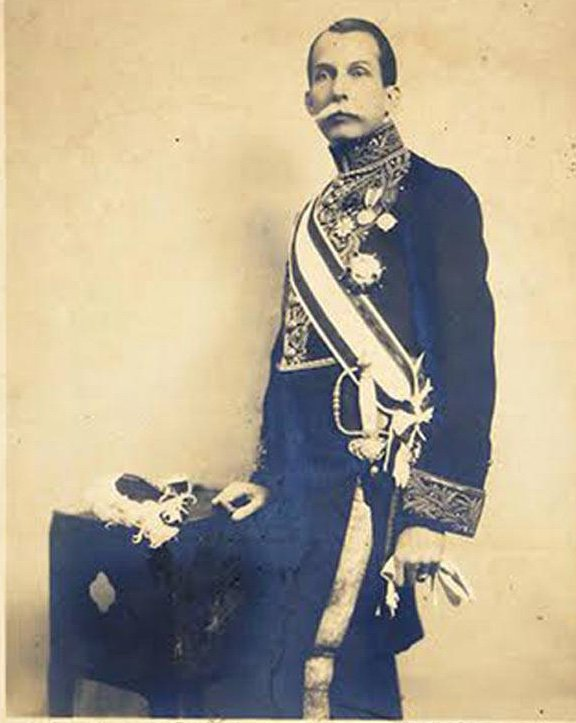
En 1929, el abogado y diplomático salvadoreño Dr. José Gustavo Guerrero colocó la primera piedra del Palacio de las Naciones en Ginebra, la sede de la Liga de Naciones, el precursor de la ONU.

Cabe destacar que otra propiedad de José Gustavo Guerrero en Francia, un apartamento en la 12 rue Galilée de París, fue adquirido por el Estado salvadoreño a sus herederos, en 1998. Allí funciona actualmente y desde los años cincuenta, la Embajada de El Salvador en Francia.   

### Reconocimientos
Por muchos años, la 25.ª Avenida Norte de San Salvador estuvo dedicada a su nombre (actualmente "Avenida Mártires del 30 de julio"). Luego, la Diagonal Universitaria fue renombrada "Dr. José Gustavo Guerrero", sin que sea conocida así actualmente.  
El Ministerio de Relaciones Exteriores de El Salvador cuenta con una biblioteca especializada en relaciones internacionales, llamada Biblioteca “Dr. José Gustavo Guerrero”. La misma custodia la biblioteca particular de José Gustavo Guerrero y algunas de sus condecoraciones personales, artículos traídos desde Francia, luego de su muerte. En 1997, a través de gestiones del Instituto Salvadoreño de Cultura Hispánica, la Embajada de España instaló una placa "en homenaje en el espíritu y sobre el tiempo - primavera de 1969".
La Escuela de Educación Parvularia Doctor José Gustavo Guerrero fue nombrada en su homenaje y contiene un óleo del Dr. Guerrero, donado por sus hijos.
Mediante Acuerdo N.º 15-0775 del 4 de mayo de 2022, el Consejo Académico del entonces Instituto Especializado de Educación Superior para la Formación Diplomática (IEESFORD) aprobó el cambio de nombre de la institución, pasando a denominarse “Instituto Diplomático – Doctor José Gustavo Guerrero”.